# Noctua fimbriata
Espèce
Noctua fimbriata, la Frangée (ou Noctuelle frangée), est une espèce d'insectes lépidoptères (papillons) de la famille des Noctuidae.

## Description

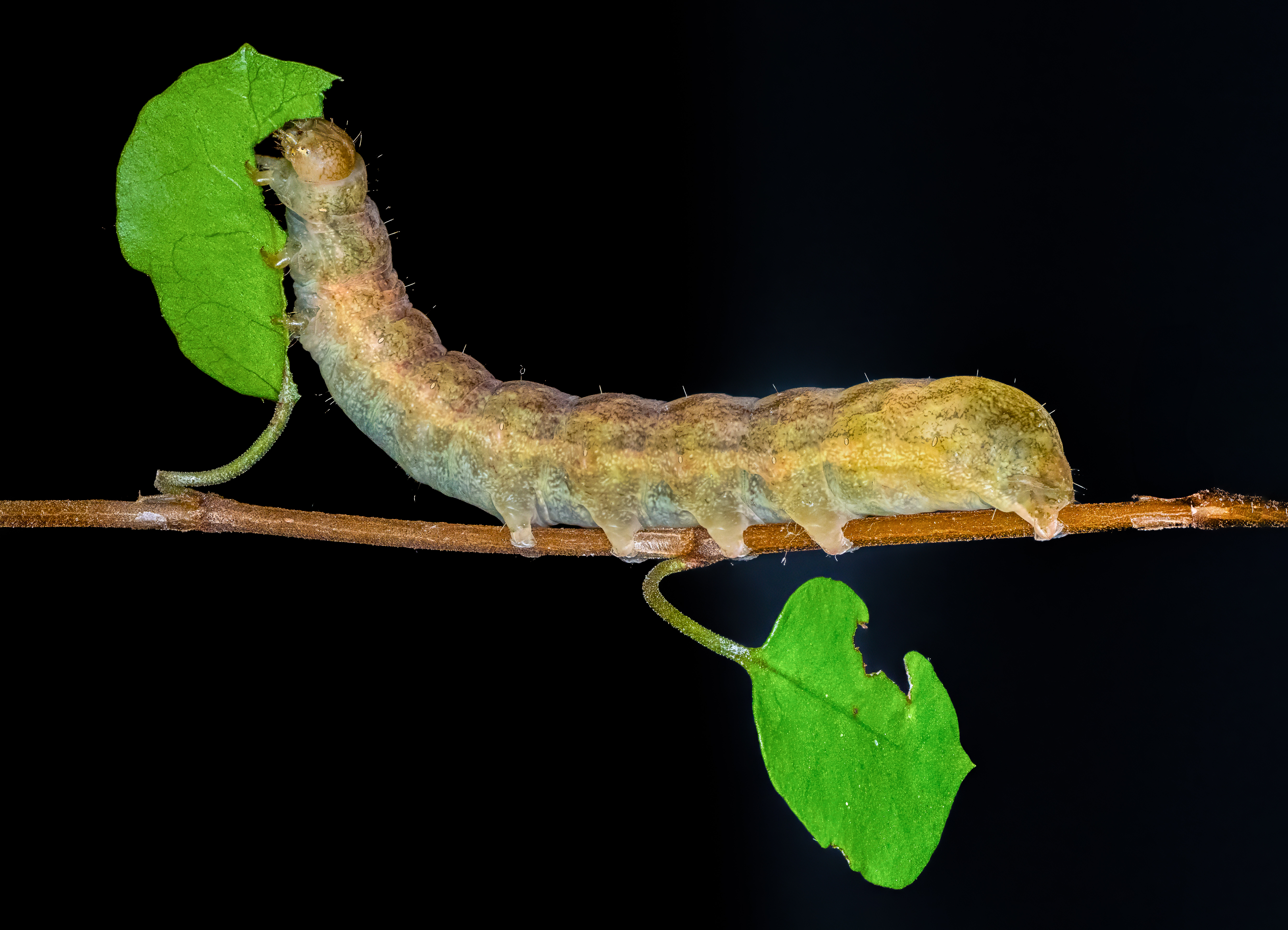
Une chenille de noctuelle frangée.